# Луп'я (присілок)
Лу́п'я (рос. Лупья) — присілок у складі Омутнінського району Кіровської області, Росія. Входить до складу Вятського сільського поселення.
Населення становить 13 осіб (2010, 37 у 2002).
Національний склад станом на 2002 рік — росіяни 100 %.